# Liste der Biografien/Krej
Liste der Biografien |
Portal Biografien |
Personensuche
# |
A |
B |
C |
D |
E |
F |
G |
H |
I |
J |
K |
L |
M |
N |
O |
P |
Q |
R |
S |
T |
U |
V |
W |
X |
Y |
Z |
?
 
Ka |
Kb |
Kc |
Kd |
Ke |
Kf |
Kg |
Kh |
Ki |
Kj |
Kl |
Km |
Kn |
Ko |
Kp |
Kr |
Ks |
Kt |
Ku |
Kv |
Kw |
Ky |
Kx |
Kz
 
Kra |
Krb |
Krc |
Kre |
Krg |
Krh |
Kri |
Krj |
Krk |
Krl |
Krm |
Krn |
Kro |
Krp |
Krs |
Krt |
Kru |
Kry |
Krz
 
Krea |
Kreb |
Krec |
Kred |
Kree |
Kref |
Kreg |
Kreh |
Krei |
Krej |
Krek |
Krel |
Krem |
Kren |
Kreo |
Krep |
Kres |
Kret |
Kreu |
Krev |
Krew |
Krex |
Krey |
Krez
Die Liste der Biografien führt alle Personen auf, die in der deutschsprachigen Wikipedia einen Artikel haben. Dieses ist eine Teilliste mit 40 Einträgen von Personen, deren Namen mit den Buchstaben „Krej“ beginnt.

## Krej

### Krejc
- Krejcar, Jaromír (1895–1950), tschechoslowakischer Architekt, Designer, Hochschulprofessor und Architekturtheoretiker
- Krejčí, David (* 1979), tschechischer Skibobfahrer
- Krejčí, David (* 1986), tschechischer Eishockeyspieler
- Krejči, Franz (1888–1973), tschechischer Politiker der deutschen Minderheit
- Krejci, Heinz (1941–2017), österreichischer Rechtswissenschaftler und Autor
- Krejci, Herbert (1922–2016), österreichischer Journalist und Verbandsfunktionär
- Krejčí, Iša (1904–1968), tschechischer Komponist und Dirigent
- Krejčí, Jan (1825–1887), böhmischer Geologe und Politiker
- Krejčí, Jan (* 1992), tschechischer Schachgroßmeister
- Krejčí, Jaroslav (1892–1956), tschechoslowakischer Rechtsanwalt und Politiker
- Krejčí, Jaroslav (1916–2014), tschechisch-britischer Soziologe, Historiker, Wirtschaftswissenschaftler
- Krejčí, Jiří (* 1986), tschechischer Fußballspieler
- Krejci, Johannes (1912–1997), österreichischer Maler
- Krejčí, Josef (1821–1881), böhmischer Komponist
- Krejci, Josef (* 1911), österreichischer Handballspieler
- Krejčí, Kamil (* 1961), tschechisch-schweizerischer Schauspieler, Regisseur und AutorKamil Krejčí (* 1961)

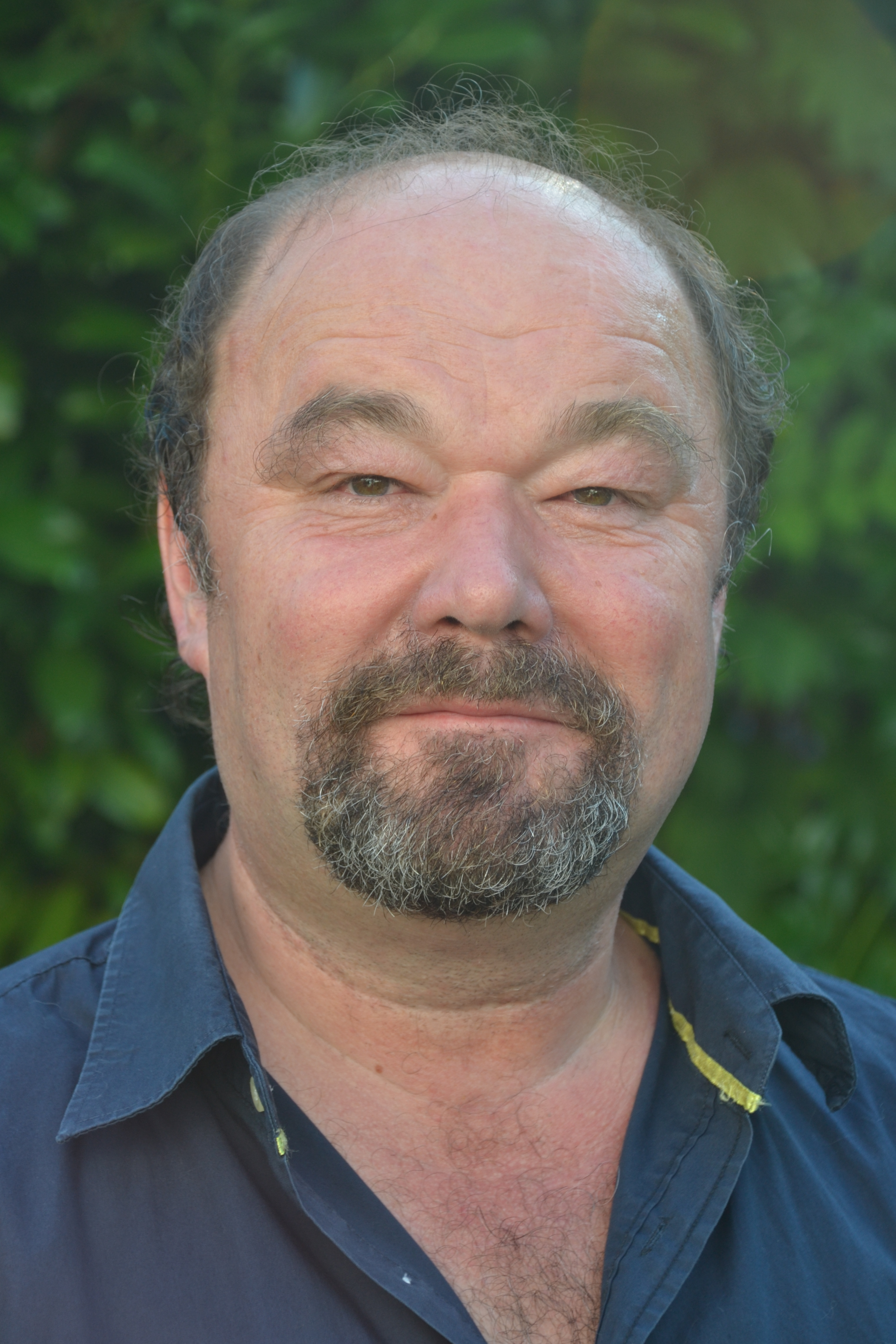
Kamil Krejčí (* 1961)

- Krejčí, Karel (* 1968), tschechischer Fußballspieler und -trainer
- Krejčí, Ladislav (* 1992), tschechischer Fußballspieler
- Krejčí, Ladislav (* 1999), tschechischer Fußballspieler
- Krejčí, Luba (1925–2005), tschechische Textilkünstlerin
- Krejčí, Ludvík (1890–1972), tschechoslowakischer General und Oberbefehlshaber der Armee
- Krejčí, Lukáš (* 1969), slowakischer Biathlet
- Krejčí, Marek (1980–2007), slowakischer Fußballspieler
- Krejci, Michael (1936–2024), deutscher Germanist und Fachdidaktiker
- Krejčí, Miroslav (1891–1964), tschechischer Komponist, Musikpädagoge und Hochschullehrer
- Krejčí, Pavel (* 1944), tschechoslowakischer Radrennfahrer
- Krejčí, Peter Franz (1796–1870), tschechischer Geistlicher, Generalvikar und Weihbischof in Prag
- Krejčí, Vít (* 2000), tschechischer Basketballspieler
- Krejci-Graf, Karl (1898–1986), österreichischer Geologe und Paläontologe
- Krejčík, Jakub (* 1991), tschechischer Eishockeyspieler
- Krejcik, Josef (1885–1957), österreichischer Schachspieler
- Krejčíková, Barbora (* 1995), tschechische TennisspielerinBarbora Krejčíková (* 1995)

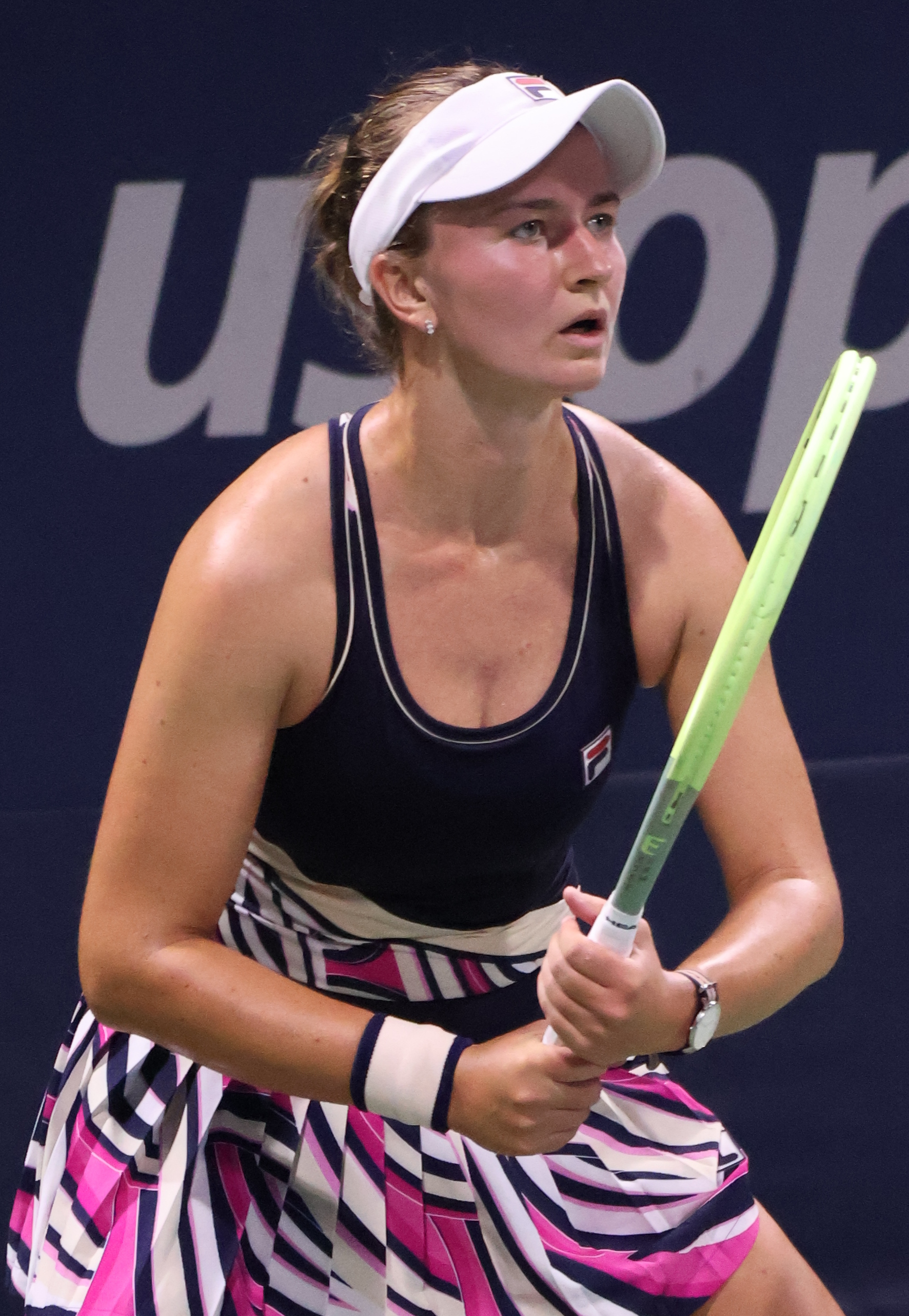
Barbora Krejčíková (* 1995)

- Krejčová, Eliška (* 1927), tschechische Tischtennisspielerin
- Krejčová, Tereza (* 2008), tschechische Tennisspielerin

### Kreje
- Krejer, Witold Anatoljewitsch (1932–2020), sowjetischer Leichtathlet

### Krejn
- Krejner, Grzegorz (* 1969), polnischer Radrennfahrer

### Krejs
- Krejs, Günter Josef (* 1945), österreichischer Internist mit Spezialisierung auf Gastroenterologie
- Krejsová, Daniela (* 1986), slowakische Tennisspielerin
- Krejsová, Jaroslava (* 1937), tschechische Schriftstellerin und Regionalhistorikerin
- Krejsová, Petra (* 1990), tschechische Tennisspielerin